# Bullvalene
Il bullvalene è un idrocarburo triciclico a gabbia avente tre insaturazioni, la cui formula è C10H10 o anche (CH)10. Se ne può descrivere la struttura partendo da un ciclopropano e unendo ciascuno dei tre atomi di carbonio ad un metino (CH) tramite interposizione di tre ponti vinilenici (-CH=CH-).
Il bullvalene è una molecola inusuale in chimica organica in quanto a temperatura ambiente e inferiore la sua struttura è mobile: questa sua particolarità è dovuta al fatto che tutti i legami C-C e C=C si rompono e si riformano rapidamente in altre posizioni, generando isomeri strutturali equivalenti; a temperatura ambiente questo processo per il bullvalene è rapido nella scala dei tempi della risonanza magnetica nucleare (RMN). Questa proprietà del bullvalene e di altre molecole e specie chimiche, da non confondersi con il fenomeno della risonanza, si chiama flussionalità.

## Stabilità
Il bullvalene, con l'anello ciclopropanico e i tre doppi legami nella sua struttura e le instabilità connesse alla loro presenza e interconnessione, non sorprende che risulti essere un composto termodinamicamente instabile e notevolmente endotermico, ΔHƒ° = +262,3 kJ/mol. A temperatura ambiente il bullvalene forma cristalli incolori che fondono a 96 °C. A dispetto della presenza di tali elementi di instabilità presenti e delle tensioni che questo comporta, nonché della sua flussionalità, è una molecola inaspettatamente stabile da punto di vista cinetico: inizia decomporsi solo avvicinandosi a 400 °C, in prossimità della sua temperatura di ebollizione, producendo naftalene e idrogeno.
In effetti, sottoposto a bromurazione esaustiva, il bullvalene reagisce addizionando quattro moli di Br2, e altrettanto fa con l'idrogeno in presenza di catalizzatore, saturando così i tre legami doppi e l'anello ciclopropanico e rimuovendo in tal modo molta della sua instabilità.

## Sintesi
Nel 1963, G. Schröder produsse il bullvalene a partire dal cicloottatetraene; questo, per riscaldamento, dà luogo ad una miscela di due isomeri di formula C16H16, uno dei quali è un orto-fenilen-bullvalene; quest'ultimo, isolato e sottoposto a fotolisi, fornisce il bullvalene per eliminazione di benzene. Nel 1966 W. von Eggers Doering e Joel W. Rosenthal sintetizzarono il bullvalene per riarrangiamento fotochimico del cis-9,10-diidronaftalene a 350 °C.

## Stereodinamica
La particolare struttura molecolare del bullvalene fa sì che esso vada incontro a una serie di riarrangiamenti di Cope degeneri, ossia trasposizioni sigmatropiche [3,3] identiche: per questo a temperatura non troppo bassa tutti gli atomi di carbonio e idrogeno appaiono equivalenti sulla scala dei tempi RMN. A temperatura ambiente, i segnali 1H NMR convergono in un picco arrotondato a 5,76 ppm. A temperature più basse il picco si allarga, ed a temperature molto più basse il comportamento flussionale del bullvalene è ridotto, generando un totale di 4 segnali visibili. Questo comportamento è consistente con un processo di scambio il cui valore della costante di velocità k è vicino alla separazione in frequenza delle 4 risonanze contribuenti. Il numero di possibili tautomeri di valenza del bullvalene con 10 posizioni distinte è 10!/3= 1.209.600, senza contare gli enantiomeri.

## Composti collegati

### Bullvaloni
Nei bullvaloni, un gruppo vinilenico è sostituito da un carbonile e un metilene (-C(=O)-CH2-). In questo modo è possibile attivare lo stato flussionale aggiungendo una base, la quale genera lo ione enolato; si può disattivarlo rimuovendola, perché così si riottiene il tautomero chetonico non flussionale.

### Semibullvalene
Il semibullvalene, nome sistematico triciclo[3.3.0.02,8]otta-3,6-diene, è un idrocarburo triciclico con 2 insaturazioni, di formula C8H8 o (CH)8.  Può immaginarsi ottenuto dal bullvalene togliendo un gruppo vinilenico (-CH=CH-) e rimpiazzandolo con un legame singolo tra un C del ciclopropano e il metino (CH).
Il composto è stato preparato la prima volta nel 1966 per fotolisi del barrelene in isopentano come solvente, in presenza di acetone come fotosensibilizzatore. Il cicloottatetraene a 300 °C si isomerizza reversibilmente a semibullvalene. È noto che il cubano scaldato a 200 °C si isomerizza a cuneano ma, se si prolunga il riscaldamento molto a lungo (due settimane), si ottiene prima i semibullvalene e poi, infine, il cicloottatetraene.
Il semibullvalene ha una struttura mobile, anche molto più del bullvalene stesso; di esso esistono solo due tautomeri di valenza identici, ma in questa molecola il riarrangiamento di Cope avviene anche sotto a -110 °C, una temperatura alla quale ordinariamente questi riarrangiamenti non sarebbero attesi per il bullvalene e altri analoghi. Il meccanismo dettagliato di questo riarrangiamento degenere, con coinvolgimento di nuclei ed elettroni di legame, è stato oggetto di recenti indagini.

### Barbaralano
Nel barbaralano un gruppo vinilenico è rimpiazzato da un metilene a ponte (–CH2–); la dinamica che ne risulta è comparabile a quella del semibullvalene. Esiste anche un analogo chetonico nella sintesi del bullvalene chiamato "Barbaralone". Entrambi sono stati chiamati così in onore di Barbara M. Ferrier, (1923-2006) professoressa del Dipartimento di Biochimica e Scienze Biomediche alla McMaster University.

## Origini del nome
Il nome bullvalene deriva dal soprannome di uno degli scienziati che ha predetto le sue proprietà nel 1963, sottolineando il concetto di tautomeria, William "Bull" Doering. Secondo Klärner nel 2011, i seminari settimanali organizzati da Doering venivano chiamati "Bull Sessions" da dottorandi e post-dottorandi ad erano "temuti da coloro che erano scarsamente preparati". Il nome fu dato alla molecola nel 1961 da uno studente di Yale allievo di Doering, Maitland Jones Jr. Il nome celebra il famoso soprannome di Doering e fu scelto per la rima con fulvalene, una molecola di grande interesse per il suo gruppo di ricerca.